# Urduña
Urduña város Spanyolországban,  Bizkaia tartományban. Urduña Junta de Villalba de Losa, Amurrio, Urkabustaiz, Ayala/Aiara és Valle de Losa községekkel határos. Lakosainak száma 4203 fő (2024).

## Népesség
A település népessége az utóbbi években az alábbiak szerint változott:
| Lakosok száma | 3919 | 4038 | 4134 | 4220 | 4237 | 4216 | 4134 | 4232 | 4166 | 4203 |
|               | 2001 | 2004 | 2007 | 2009 | 2012 | 2014 | 2017 | 2019 | 2022 | 2024 |